# Тополівська сільська рада (Теплицький район)
| Тополівська сільська рада — колишній орган місцевого самоврядування у Теплицькому районі Вінницької області з адміністративним центром у с. Тополівка. Сільській раді були підпорядковані населені пункти: - с. Тополівка |

## Склад ради
Рада складалась з 12 депутатів та голови.

## Керівний склад сільської ради
| ПІБ                          | Основні відомості                                                 | Дата обрання | Дата звільнення |
| ---------------------------- | ----------------------------------------------------------------- | ------------ | --------------- |
| Ставничий Михайло Васильович | Сільський голова, 1976 року народження, освіта, безпартійний      | 26.03.2006   | 31.10.2010      |
| Ставничий Михайло Васильович | Сільський голова, 1976 року народження, освіта вища, безпартійний | 31.10.2010   |                 |

Примітка: таблиця складена за даними джерела